# Lisa Stansfield - The Remix Album
| Críticas profissionais | Críticas profissionais |
| Avaliações da crítica  | Avaliações da crítica  |
| Fonte                  | Avaliação              |
| ---------------------- | ---------------------- |
| allmusic               | [ 1 ]                  |

The Remix Album é um álbum de remixes lançado pela cantora britânica Lisa Stansfield. Devido ao sucesso dos remixes de quatro faixas do álbum: "Lisa Stansfield" (todas  #1 nas charts "dance" da Billboard),a gravadora da Lisa então,resolveu levar as lojas um álbum completo,só com canções remixadas.O álbum foi lançado como um EP primeiramente,sendo chamado de "The #1 Remixes (EP)",então foi adicionada mais uma faixa e com uma nova capa o álbum recebeu o nome de "The Remix Album".

## Faixas
1. I'm Leavin' 	(4:17)
2. Never, Never Gonna Give You Up  (8:42)
3. The Real Thing  (11:24)
4. Never Gonna Fall (8:34)
5. People Hold On (6:11)
6. Never, Never Gonna Give You Up (8:54)
7. I'm Leavin' (10:06)
8. Never Gonna Fall (7:12)
9. The Real Thing (4:44)
10. The Line (5:58)